# Francesco Curia

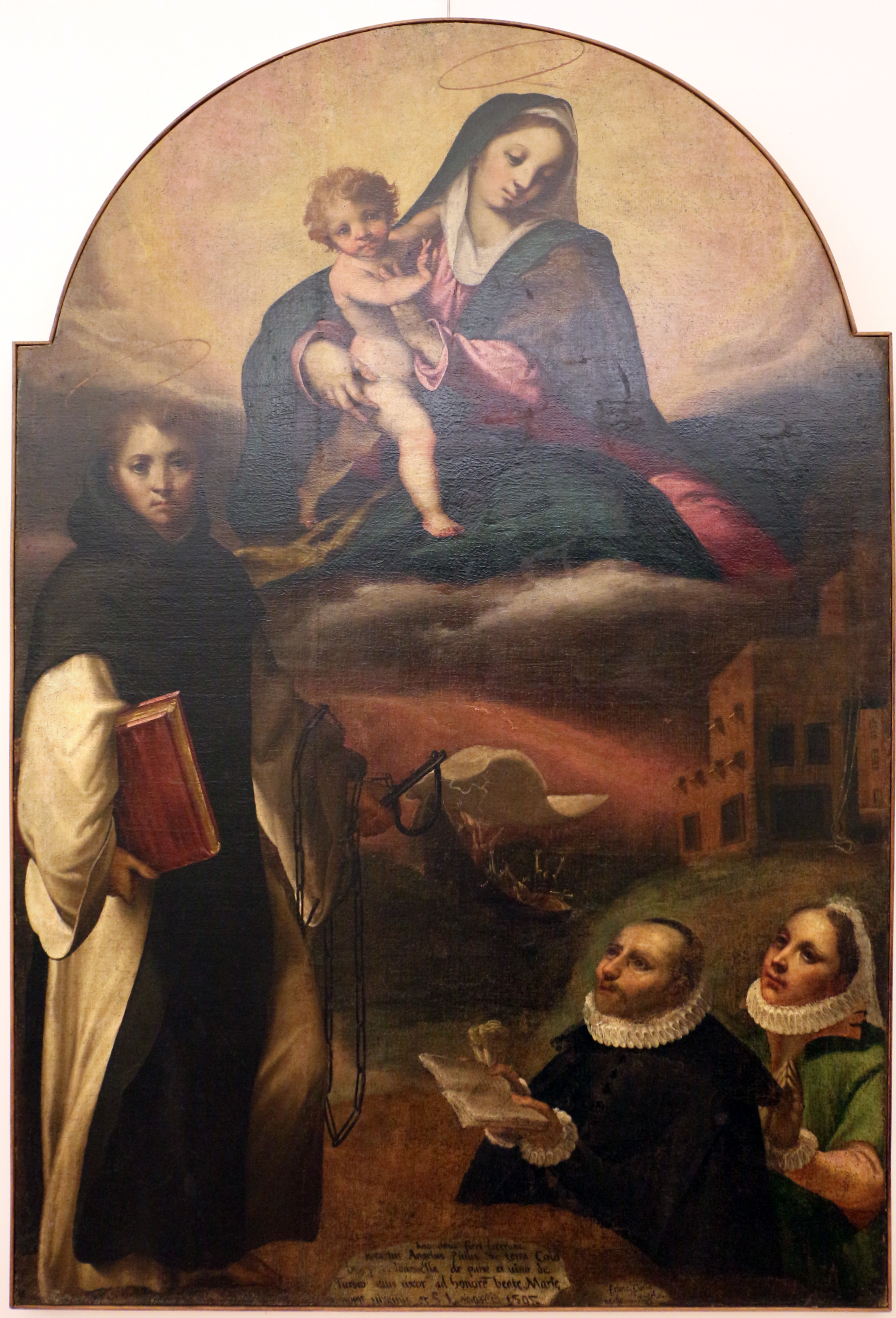
Madonna col Bambino, San Leonardo e i committenti (1595; Matera, Museo nazionale d'arte medievale e moderna della Basilicata).

Francesco Curia (1538 – Napoli, 1608) è stato un pittore italiano.

## Biografia
Figlio di Michele Curia. È attivo in particolare nel Regno di Napoli nella seconda metà del Cinquecento.

## Opere
Fra le sue opere si possono annoverare:
- Il Battesimo di Cristo, Napoli, Duomo;
- Gloria del nome di Maria (1602), Napoli, Chiesa di Santa Maria la Nova;
- Assunzione della Vergine (1602), Airola, Chiesa della Ss. Annunziata;[1]
- Madonna tra i Ss. Giacomo Maggiore e Minore, Napoli, chiesa di S. Caterina a Formiello;
- Allegoria francescana, Napoli, chiesa di san Lorenzo Maggiore;
- Annunciazione, Napoli, Museo di Capodimonte;
- Pala di Santa Maria della Cintura con i santi Agostino e Monica (realizzata con Michele Curia), Campagna, Chiesa della Ss. Annunziata;
- Madonna con Bambino, San Leonardo ed offerenti (1595), Colobraro, parrocchiale di San Nicola;
- Madonna con Bambino tra Sant'Antonio da Padova e San Leonardo, Altamura, chiesa S. Maria della Consolazione;
- Madonna del Carmine e i SS. Francesco d'Assisi e Francesco da Paola (1598), Colobraro, chiesa di Sant'Antonio.